# Erlen-Eschen-Wald bei Gutenberg nördlich Halle
Erlen-Eschen-Wald bei Gutenberg nördlich Halle este o arie protejată (arie specială de conservare — SAC, sit de importanță comunitară — SCI) din Germania întinsă pe o suprafață de 4 ha, integral pe uscat.

## Localizare
Centrul sitului Erlen-Eschen-Wald bei Gutenberg nördlich Halle este situat la coordonatele 51°33′00″N 11°58′43″E / 51.55°N 11.9786°E.

## Înființare
Situl Erlen-Eschen-Wald bei Gutenberg nördlich Halle a fost declarat sit de importanță comunitară în octombrie 2000 pentru a proteja 3 specii de animale. Situl a fost protejat și ca arie specială de conservare în decembrie 2018.

## Biodiversitate
Situată în ecoregiunea continentală, aria protejată conține 2 habitate naturale: Liziere de ierburi înalte hidrofile de câmpie și de nivel montan până la alpin, Păduri aluvionare cu Alnus glutinosa și Fraxinus excelsior (Alno-Padion, Alnion incanae, Salicion albae).
La baza desemnării sitului se află mai multe specii protejate:
- mamifere (1): liliac cârn (Barbastella barbastellus)
- nevertebrate (2): Vertigo angustior, Vertigo moulinsiana

Pe lângă speciile protejate, pe teritoriul sitului au mai fost identificate 1 specie de nevertebrate.